# Эванс, Эдгар
Э́дгар Э́ванс (англ. Edgar Evans; 7 марта 1876, Суонси, Уэльс, Великобритания — 17 февраля 1912, Ледник Бирдмора, Антарктида) — квартирмейстер Королевского военно-морского флота Великобритании, путешественник — участник двух антарктических экспедиций под руководством Роберта Скотта на «Дискавери» и «Терра Нове». Во время второй экспедиции вошёл в состав полюсной партии, состоявшей из пяти человек, которая должна была покорить Южный полюс. Цель была достигнута 17 января 1912 года, но позже группы Руаля Амундсена на 34 дня. На обратном пути у подножия ледника Бирдмора Эдгар Эванс скончался от последствий полученного в результате падения сотрясения мозга и общего физического истощения.

## Юность
Эдгар Эванс родился 7 марта 1876 года в небольшой деревушке Россилли, Уэльс. Был сыном моряка. С шести до тринадцати лет учился в школе Святой Елены для мальчиков. В 1891 году поступил на службу в военно-морской флот Великобритании. В 1899 году был командирован на броненосец «Majestic», где в чине торпедного лейтенанта служил Роберт Скотт. Позже проходил службу на флоте в качестве спортивного тренера.

## Экспедиция «Дискавери»
Во время подготовки первой британской антарктической экспедиции Скотта, Эванс подал заявку на принятие его в штат. Вместе с Уильямом Лэшли, он сопровождал Скотта в течение всего далёкого западного санного похода в глубь Земли Виктории в 1903 году.

## Экспедиция «Терра Нова»

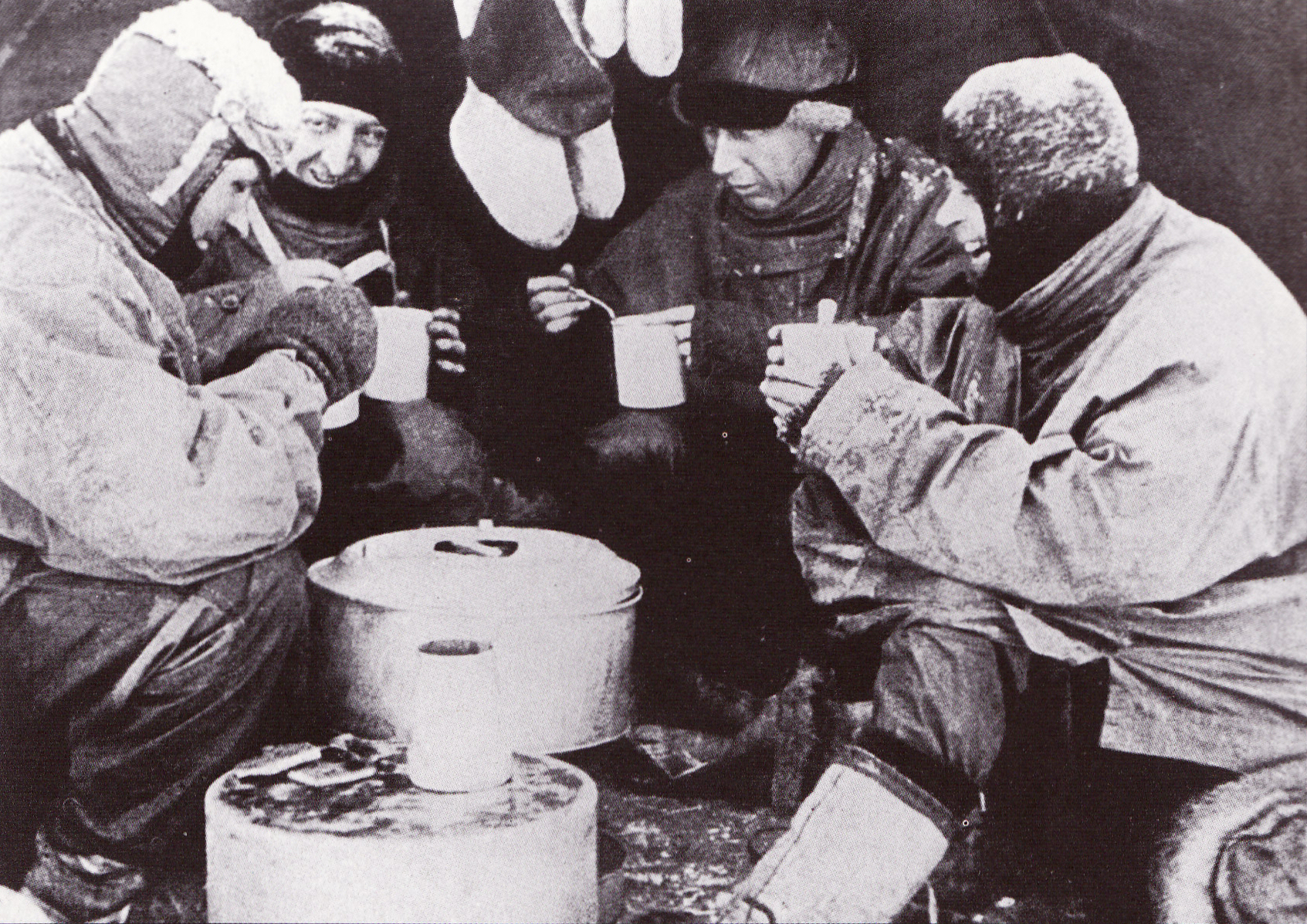
Эдгар Эванс крайний слева

Журналист-биограф Роланд Хантфорд описал Эдгара Эванса, как «огромного упитанного человека с бычьей шеей и пивным животом». По сведениям Хантфорда, при погрузке в Новой Зеландии на экспедиционное судно, Эванс, будучи мертвецки пьяным, упал в воду, за что чуть не был отчислен из штата экспедиции.
Однако, Роберт Скотт даёт другое описание своего спутника: 

Эдгар Эванс — работник-богатырь с поистине замечательной головой. Только теперь я осознал, сколь многим ему обязан. Он несёт ответственность за каждые сани и санное снаряжение, за палатки, спальные мешки, упряжь, и я не помню, чтоб кто-либо хоть раз выразил неудовольствие по поводу всего этого снаряжения. Это показывает, какой он неоценимый помощник мне.

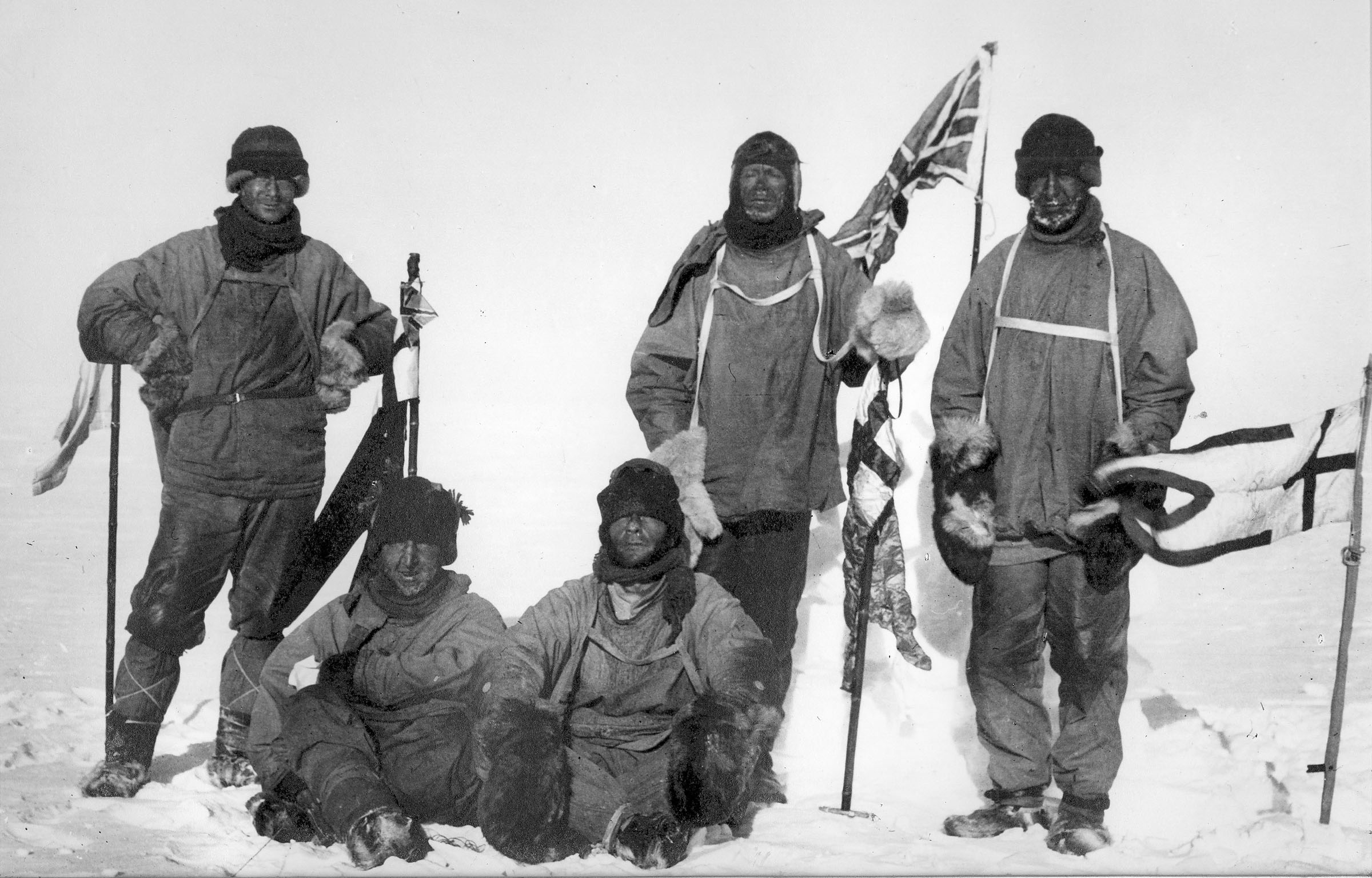
Последняя фотография Полюсной партии. Эдгар Эванс — крайний справа в сидячем положении

Скотт выбрал Эванса в качестве одного из пяти членов полюсной партии, которая должна была дойти непосредственно до самого полюса. 17 января 1912 года, через 11 недель после выхода из базового лагеря, цель была достигнута, но на 34 дня позже группы Руаля Амундсена. Обратное возвращение, как и предполагал Скотт, превратилось в отчаянную борьбу. Ещё на пути к полюсу Эванс сильно порезал руку, рана не заживала, а на обратном пути она загноилась. Эдгар Эванс страдал от обморожения щёк, носа и пальцев, снежной слепоты и крайнего физического изнеможения, которое давало о себе знать ещё на подходе к полюсу. Один из участников экспедиции, геолог сэр Реймонд Пристли, полагал, что «с психологической точки зрения, пребывание среди четырёх офицеров оказалось тяжелым бременем для бедного Эванса. Духовно он находился в одиночестве и, естественно, сломился первым». 4 февраля Эванс вместе со Скоттом провалились в трещину, и, как позже предположил врач экспедиции Эдвард Уилсон, Эванс сильно ударился головой и получил сотрясение мозга. Несколько часов спустя Скотт записал в дневнике «Эванс как-то тупеет и становится ни к чему неспособным». С 4 по 17 февраля дневниковые записи Скота содержат сведения о ежедневном ухудшении самочувствия Эванса. У подножия ледника Бирдмора, 17 февраля, Эванс два раза терял лыжи, сильно задерживая спутников. Далее Скотт пишет следующее:

Поравнявшись со скалой, прозванной Монументом, остановились. Увидев, что Эванс остался далеко позади, сделали привал. Сначала мы не тревожились, заварили чай, позавтракали. Эванс, однако, не являлся — он все ещё был виден далеко позади. Тут мы не на шутку встревожились, и все четверо побежали к нему на лыжах. Я первый подошёл к нему. Вид бедняги меня немало испугал. Эванс стоял на коленях. Одежда его была в беспорядке, руки обнажены и обморожены, глаза дикие. На вопрос, что с ним, Эванс ответил, запинаясь, что не знает, но думает, что был обморок. Мы подняли его на ноги. Через каждые два-три шага он снова падал. Все признаки полного изнеможения. Уилсон, Боуэрс и я побежали назад за санями. Отс остался при нём. Вернувшись, мы нашли Эванса почти без сознания. Когда же доставили его в палатку, он был в беспамятстве и в 12 ч 30 м тихо скончался.
Четверо оставшихся в живых спутника Эванса, покинули место его смерти и продолжили путь лишь через два часа после случившегося, хотя что было сделано с телом записано в дневниках не было. Чуть позже Скотт запишет такие строки: «Что касается Эдгара Эванса, когда у нас положительно не было пищи и он лежал без памяти, то, ради спасения остальных, казалось необходимостью оставить его. Провидение милостиво убрало его в самый критический момент».
Биограф Гарри Ладлэм полагает, что смерть самого сильного члена отряда пошатнула моральный настрой его спутников и приблизила их всех к своей смерти на леднике Росса. Скотт в своём «Послании к общественности» также указывает, что он и его товарищи «были изумлены» смертью Эванса, и произошедшее «оставило отряд в расстройстве».

## Увековечивание памяти

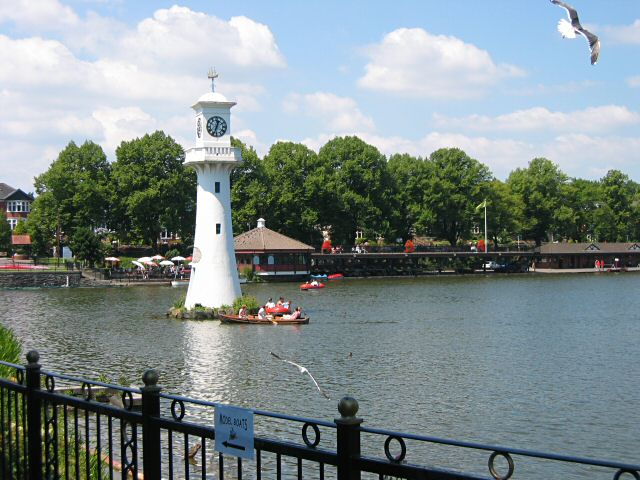
«Маяк Скотта»

Членами спасательной экспедиции над местом упокоения последних членов похода к Южному полюсу была возведена пирамида изо льда и снега, а надпись на установленном кресте содержала слова:

Также в память их двух доблестных товарищей, капитана Иннискиллингского драгунского полка Л. Э. Дж. Отса, который пошёл на смерть в пургу приблизительно в восемнадцати милях к югу от этой точки, чтобы спасти своих товарищей; также матроса Эдгара Эванса, умершего у подножия ледника Бирдмора. «Бог дал, Бог и взял, благословенно имя Господне».
Вдова Эдгара, Лоис (они поженились в 1904 году и имели троих детей), установила мемориальную доску в романской церкви Россилла, где были высечены следующие слова:

Во славу Божию и в память о старшине Королевского флота, уроженце этого прихода, который погиб 17 февраля 1912 года на обратном пути с Южного полюса в Британской антарктической экспедиции под командованием капитана Королевского флота Роберта Скотта. «Бороться, искать, найти и не сдаваться».
Вдова Эдгара Эванса, его дети и мать получили 1 500 фунтов стерлингов (109 000 фунтов по меркам 2009 года) из Мемориального фонда Скотта.
Память Эдгара Эванса также увековечена военно-морским флотом на Китовом острове Портсмута (графство Хэмпшир), где в 1968 году было открыто «Здание Эдгара Эванса». Это первый случай, когда здание было названо именем не адмирала, а старшины флота. Существует также мемориальная доска на Маяке Скотта в парке Роат на озере города Кардифф Южного Уэльса, на которой перечислены все члены экспедиции Роберта Скотта, включая Эдгара Эванса. В фильме «Скотт из Антарктики» 1948 года роль Эдгара Эванса исполнил актёр Джеймс Робертсон. В мини-сериале «Последнее место на земле» Эванса сыграл Пэт Роуч.

### Первоисточники
- Scott's last expedition. In two volumes / Arranged by Leonard Huxley. With a preface by Sir Clements R. Markham, etc. — London : Smith, Elder & Co, 1914. — Vol. I. Being the journals of Captain R. F. Scott …. — XXVI, 636 p.
- Scott's last expedition. In two volumes / Arranged by Leonard Huxley. With a preface by Sir Clements R. Markham, etc. — London : Smith, Elder & Co, 1913. — Vol. II. Being the reports of the journeys & the scientific work undertaken by Dr. E.A. Wilson and the surviving members of the expedition. — XVI, 534 p.
- Скотт Р. Экспедиция к Южному полюсу. 1910—1912 гг. Прощальные письма / Пер. с англ. В. А. Островского, под ред. М. Г. Деева. — М.: Дрофа, 2007. — 559 с. — (Библиотека путешествий). — 5000 экз. — ISBN 978-5-358-02109-9.
- Черри-Гаррард Э. Самое ужасное путешествие / Перевод с английского Р. М. Солодовник; Научный редактор доктор. геогр. наук В. С. Корякин. — М. : Paulsen, 2014. — 528 с. — (Великие британские экспедиции). — ISBN 978-5-98797-085-0.

### Монографии и статьи
- Ладлэм Г. Капитан Скотт / Перевод с английского В. Я. Голанта. Научный редактор кандидат географических наук Л. И. Дубровин. С предисловием академика А. Ф. Прянишникова. — Изд. 2-е, испр. — Л. : Гидрометеоиздат, 1989. — 288 с. — ISBN 5-286-00406-7.
- Хантфорд Р. Покорение Южного полюса. Гонка лидеров / Пер. с англ. С. Филина. — М. : Манн, Иванов и Фельбер, 2012. — 640 с. — ISBN 978-5-91657-323-7.
- Gregor G. C. Swansea's Antarctic explorer : Edgar Evans, 1876—1912 / General Editor: J. R. Alban, B.A., Ph.D., D.A.A., City Archivist. — Swansea : Swansea City Council, 1995. — xvi, 103 p. — ISBN 0-946001-28-6.
- Gregor G. Edgar Evans of Gower (1876—1912). From Rhossili to the South Pole. — Swansea : The Gower Society, 2008. — 40 p. — This is published during the 60th year of the Gower Society. — ISBN 978-0-902767-43-0.
- Jones M. The last great quest: Captain Scott's Antarctic sacrifice. — Oxford University Press, 2004. — XV, 352 p. — ISBN 0–19–280570–3.
- Preston D. A First Rate Tragedy: Captain Scott's Antarctic Expeditions Constable. — London: Constable, 1999. — 269 p. — ISBN 0-09-479530-4.
- Williams I. Captain Scott's Invaluable Assistant: Edgar Evans. — Cheltenham : The History Press, 2012. — 232 p. — ISBN 978-0752458458.